# Saint-Jacut-les-Pins
 Saint-Jacut-les-Pins  (en bretón Sant-Yagu-ar-Bineg, en galó Saent-Jigu) es una población y comuna francesa, situada en la región de Bretaña, departamento de Morbihan, en el distrito de Vannes y cantón de Allaire.

## Demografía
| 1455 | 1485 | 1559 | 1590 | 1570 | 1552 |
| Para los censos de 1962 a 1999 la población legal corresponde a la población sin duplicidades (Fuente: INSEE [Consultar]) |      |      |      |      |      |